# Othresypna perplaga
Othresypna perplaga är en fjärilsart som beskrevs av Emilio Berio 1958. Othresypna perplaga ingår i släktet Othresypna och familjen nattflyn. Inga underarter finns listade i Catalogue of Life.